# Acacia leucolobia
Acacia leucolobia är en ärtväxtart som beskrevs av Robert Sweet. Acacia leucolobia ingår i släktet akacior, och familjen ärtväxter. Inga underarter finns listade i Catalogue of Life.